# Députation provinciale de Cáceres
La députation provinciale de Cáceres, ou plus simplement la députation de Cáceres, est l'organe institutionnel propre à la province de Cáceres qui assure les différentes fonctions administratives et exécutives de la province.
Il comprend toutes les communes de la province et l'une de ses fonctions les plus importantes est d'aider au financement des communes pour la construction d'ouvrages publics et de coordonner l'action municipale.
Son siège est situé à Cáceres. Son président est la maire socialiste de Romangordo Rosario Cordero.

## Histoire
La députation est créée en 1833 comme conséquence de la division de l'Espagne en provinces. Elle s'occupait alors des chantiers publics, de l'éducation, de la bienfaisance et servait d'intermédiaire entre les communes et l'État.

## Liste des présidents
| Période | Période | Parti | Parti | Président               | Fonctions lors de l'élection |
| ------- | ------- | ----- | ----- | ----------------------- | ---------------------------- |
| 1979    | 1983    |       | UCD   | Jaime Velázquez García  |                              |
| 1983    | 1995    |       | PSOE  | Manuel Veiga López      |                              |
| 1995    | 2001    |       | PSOE  | Pilar Merchán Vega      |                              |
| 2001    | 2003    |       | PSOE  | Antonio Caperote        |                              |
| 2003    | 2011    |       | PSOE  | Juan Andrés Tovar Mena  |                              |
| 2011    | 2015    |       | PP    | Laureano León Rodríguez |                              |
| 2015    |         |       | PSOE  | Rosario Cordero         | Conseillère de Padiernos     |

## Assignation des sièges par district judiciaire

Districts judiciaires de la province de Cáceres.

Conformément à la Loi organique du régime électoral (LOREG), les députés provinciaux sont répartis dans chaque district judiciaire de la manière suivante :
| District judiciaire   | Sièges |
| --------------------- | ------ |
| Cáceres               | 9      |
| Coria                 | 3      |
| Navalmoral de la Mata | 3      |
| Plasencia             | 6      |
| Trujillo              | 3      |
| Valencia de Alcántara | 1      |

## Composition 2015 - 2019
La députation provinciale de Cáceres est composée de 25 membres pour la législature 2015 - 2019. Les députés provinciaux sont désignés par chaque formation politique dans chaque district judiciaire après la célébration des élections locales du 24 mai 2015 comme le prévoit la Loi organique du régime électoral général (LOREG).
| Parti | Parti                             | Voix   | %     | Conseillers municipaux | Députés |
| ----- | --------------------------------- | ------ | ----- | ---------------------- | ------- |
|       | Parti socialiste ouvrier espagnol | 94 995 | 38,81 | 813                    | 13 / 25 |
|       | Parti populaire                   | 94 653 | 38,67 | 720                    | 11 / 25 |
|       | Ciudadanos                        | 11 936 | 4,88  | 31                     | 1 / 25  |

### Liste des députés
| Parti                   | Parti | Fonction                      | Nom                           | District judiciaire              | Mandat                         |
| ----------------------- | ----- | ----------------------------- | ----------------------------- | -------------------------------- | ------------------------------ |
|                         | PSOE  | Présidente                    | Rosario Cordero               | Navalmoral de la Mata            | Maire de Romangordo            |
| Premier vice-président  | PSOE  | Fernando Javier Grande Cano   | Plasencia                     | Maire de Mirabel                 |                                |
| Deuxième vice-président | PSOE  | Alfonso Beltrán Muñoz         | Coria                         | Maire de Hernán Pérez            |                                |
| Député                  | PSOE  | Juan Antonio Bravo Lozano     | Navalmoral de la Mata         | Conseiller de Losar de la Vera   |                                |
| Député                  | PSOE  | Miguel Salazar Leo            | Cáceres                       | Maire de Aldea del Cano          |                                |
| Députée                 | PSOE  | Ana Garrido Chamorro          | Cáceres                       | Conseillère de Piedras Albas     |                                |
| Député                  | PSOE  | Manuel Mirón Macías           | Cáceres                       | Maire de Navas del Madroño       |                                |
| Députée                 | PSOE  | Gema García Guerrero          | Cáceres                       | Conseillère de Alcuéscar         |                                |
| Députée                 | PSOE  | María Angélica García Gómez   | Coria                         | Conseillère de Moraleja          |                                |
| Député                  | PSOE  | Luis Fernando García Nicolás  | Plasencia                     | Maire de Ahigal                  |                                |
| Députée                 | PSOE  | Marifé Plata Herrero          | Plasencia                     | Maire de Cabrero                 |                                |
| Député                  | PSOE  | Álvaro Sánchez Cotrina        | Valencia de Alcántara         | Maire de Salorino                |                                |
| Députée                 | PSOE  | María Ángeles Díaz Benito     | Trujillo                      | Maire de Berzocana               |                                |
|                         | PP    | Porte-parole                  | Alfredo Aguilera Alcántara    | Cáceres                          | Maire de Malpartida de Cáceres |
| Député                  | PP    | Emilio José Borrega Romero    | Cáceres                       | Conseiller de Alcántara          |                                |
| Député                  | PP    | Domingo Jesús Expósito Rubio  | Cáceres                       | Adjoint au maire de Cáceres      |                                |
| Député                  | PP    | Álvaro Luis Merino Rubio      | Cáceres                       | Adjoint au maire de Valdefuentes |                                |
| Député                  | PP    | José Manuel García Ballestero | Coria                         | Maire de Coria                   |                                |
| Député                  | PP    | Eduardo Villaverde Torrecilla | Navalmoral de la Mata         | Maire de Villar del Pedroso      |                                |
| Député                  | PP    | Fernando Pizarro García       | Plasencia                     | Maire de Plasencia               |                                |
| Député                  | PP    | Juan Carlos Sendín Sánchez    | Plasencia                     | Maire de Nuñomoral               |                                |
| Député                  | PP    | Isidro Arrojo Batuecas        | Plasencia                     | Maire de Mohedas de Granadilla   |                                |
| Député                  | PP    | Juan Pedro Domínguez Sánchez  | Trujillo                      | Conseiller de Deleitosa          |                                |
| Député                  | PP    | Juan Luis Rodríguez Campos    | Trujillo                      | Conseiller de Miajadas           |                                |
|                         | Cs    | Porte-parole                  | Víctor Gabriel Peguero García | Cáceres                          | Conseiller de Cáceres          |